# دوج چارجر

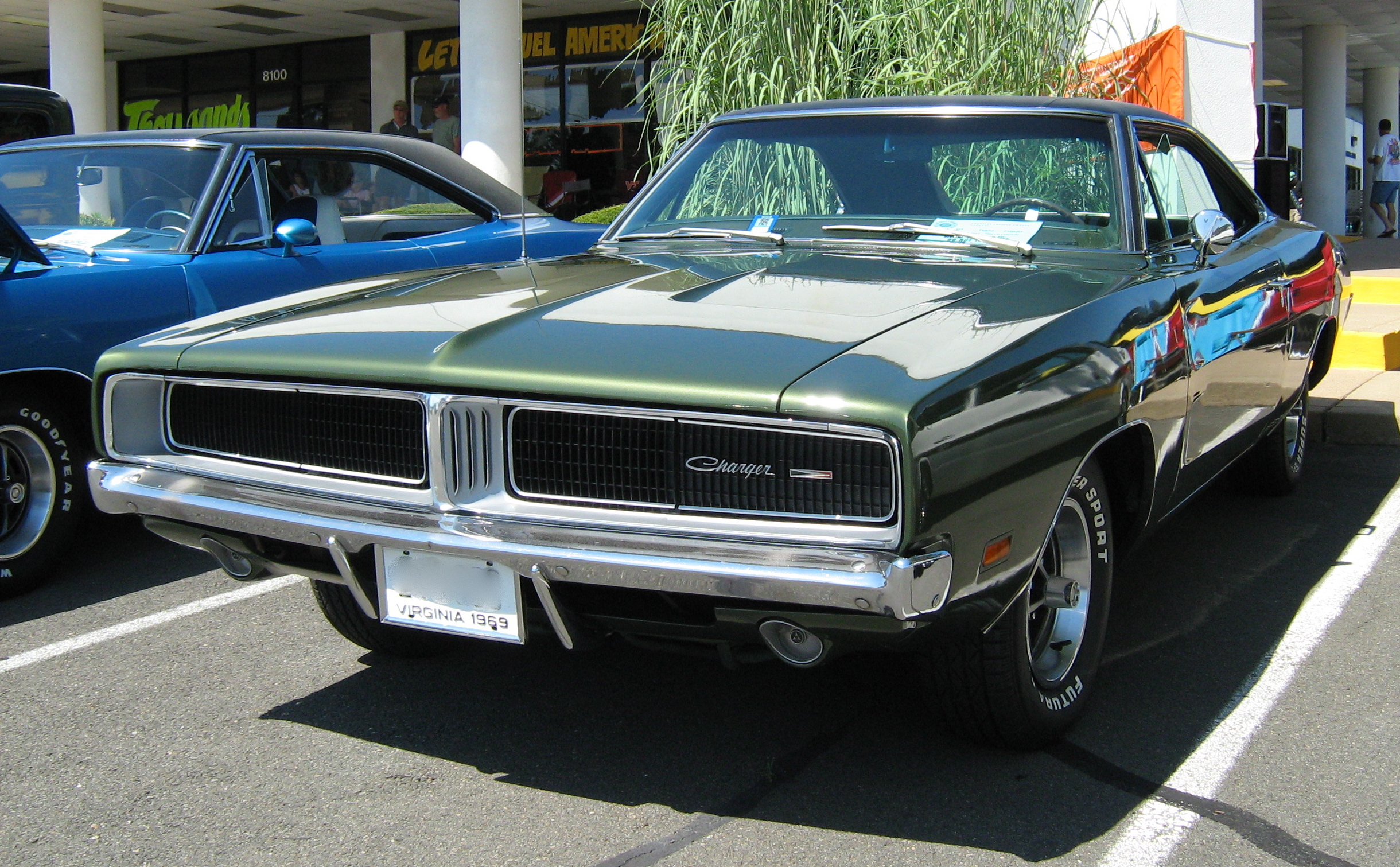
دوج چارجر ۱۹۶۹

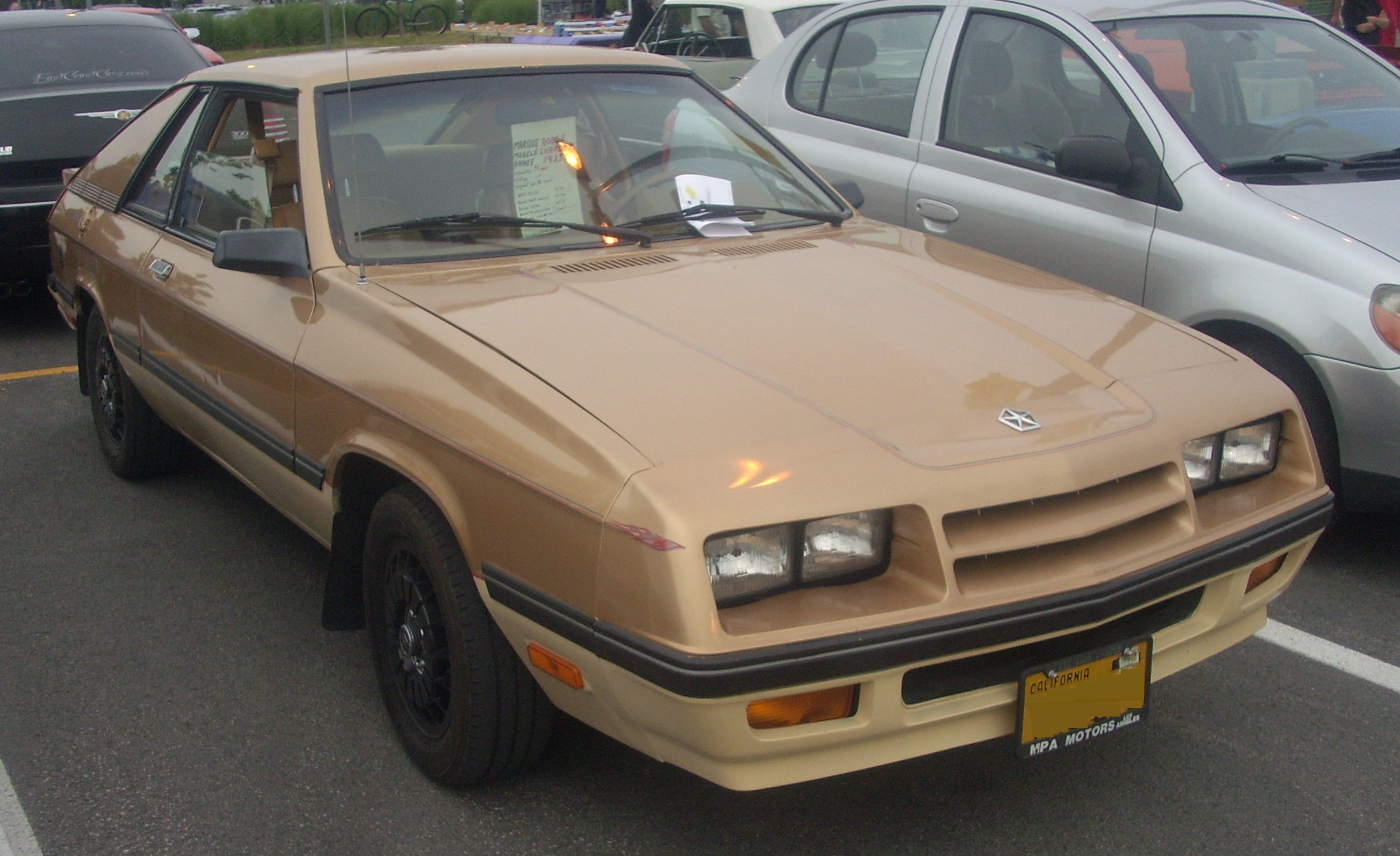
دوج چارجر ۱۹۸۵

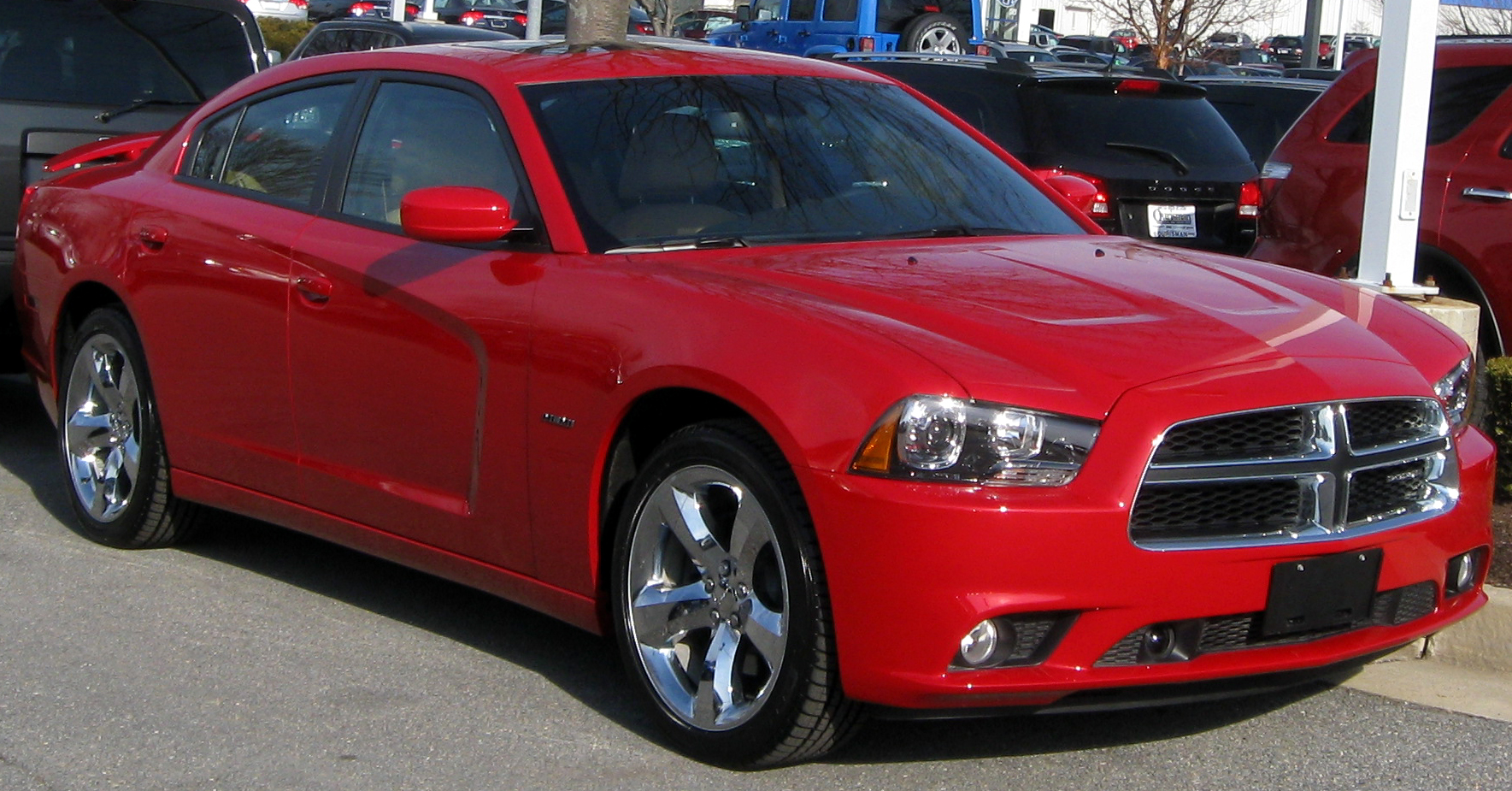
دوج چارجر ۲۰۱۱

دوج چارجر یک خودرو آمریکایی ساختهٔ کمپانی دوج از گروه کرایسلر است. تاکنون مدل‌های پرشماری از دوج که اغلب بر پایهٔ ۳ پلت‌فرم بوده‌اند؛ تحت برند چارجر معرفی شده‌اند.

## مدل‌های چارجر
دوج تاکنون انواع مختلف چارجر را بر مبنای سه پلت‌فرم اصلی معرفی کرده‌است. چارجرهای بدنه-بی، خودروهایی دو در و اندازه متوسط بودند که از ۱۹۶۶ تا ۱۹۷۸ تولید شدند. چارجرهای بدنه-ال، خودروهای کامپکت کوچکی بودند که در بین سال‌های ۱۹۸۳ و ۱۹۸۷ تولید شدند و چارجرهای ال‌ایکس و ال‌دی، سدان‌های فول‌سایزی هستند که از ۲۰۰۶ تابه‌حال تولید می‌شوند.
در سال ۱۹۹۹، دوج خودرویی مفهومی به نام دوج چارجر آر/تی را معرفی کرد که تفاوت فاحشی با چارجرهای معرفی‌شده داشت. همچنین نام رمچارجر برای خانواده‌ای از وانت‌های دوج استفاده‌شده‌است.
نام چارجر در برزیل برای نام‌گذاری خودروی تکامل‌یافته‌ای که بر پایهٔ دارت و بین سال‌های ۱۹۷۰ و ۱۹۸۰ تولیدشد؛ استفاده گردیده‌است.

### مدل‌های چارجر بر پایهٔ سال
- ۱۹۶۴ دوج چارجر (مفهومی): یک رودستر نمایشی ساخته‌شده بر پایهٔ دوج پولارا
- ۱۹۶۵ دوج چارجر ۲۷۳: نمونهٔ ویژه تولید محدود از خودرو دارت جی‌تی
- ۱۹۶۶–۱۹۷۸ دوج چارجر (بدنه-بی): یک کوپه با محور متحرک عقب
- ۱۹۷۰–۱۹۸۰ دوج چارجر: نمونهٔ برزیلی از خودرو دوج دارت، مجهز به موتور ۳۱۸ تراکم بالا وی۸
- ۱۹۸۳–۱۹۸۷ دوج چارجر (بدنه-ال): یک هاچ‌بک کامپکت کوچک با محور متحرک جلو
- ۱۹۹۹ دوج چارجر آر/تی (مفهومی): خودرو مفهومی محور عقب
- ۲۰۰۵–۲۰۲۳: دوج چارجر (ال‌ایکس): چندین مدل مختلف از سدانهای محور عقب
- ۲۰۲۴–اکنون: داج چارجر (۲۰۲۴): سدان و کوپه چهارچرخ محرک

## نگارخانه

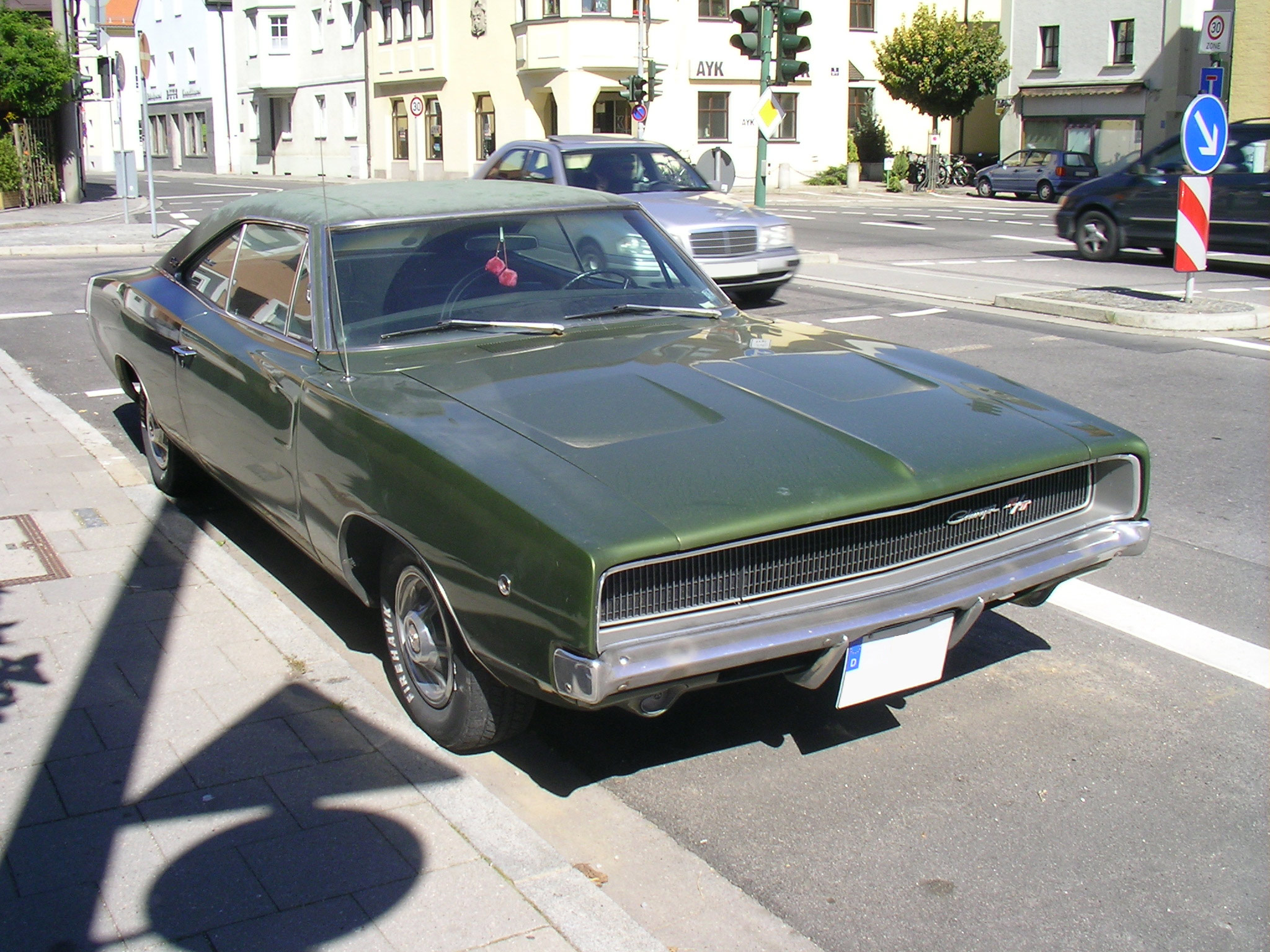
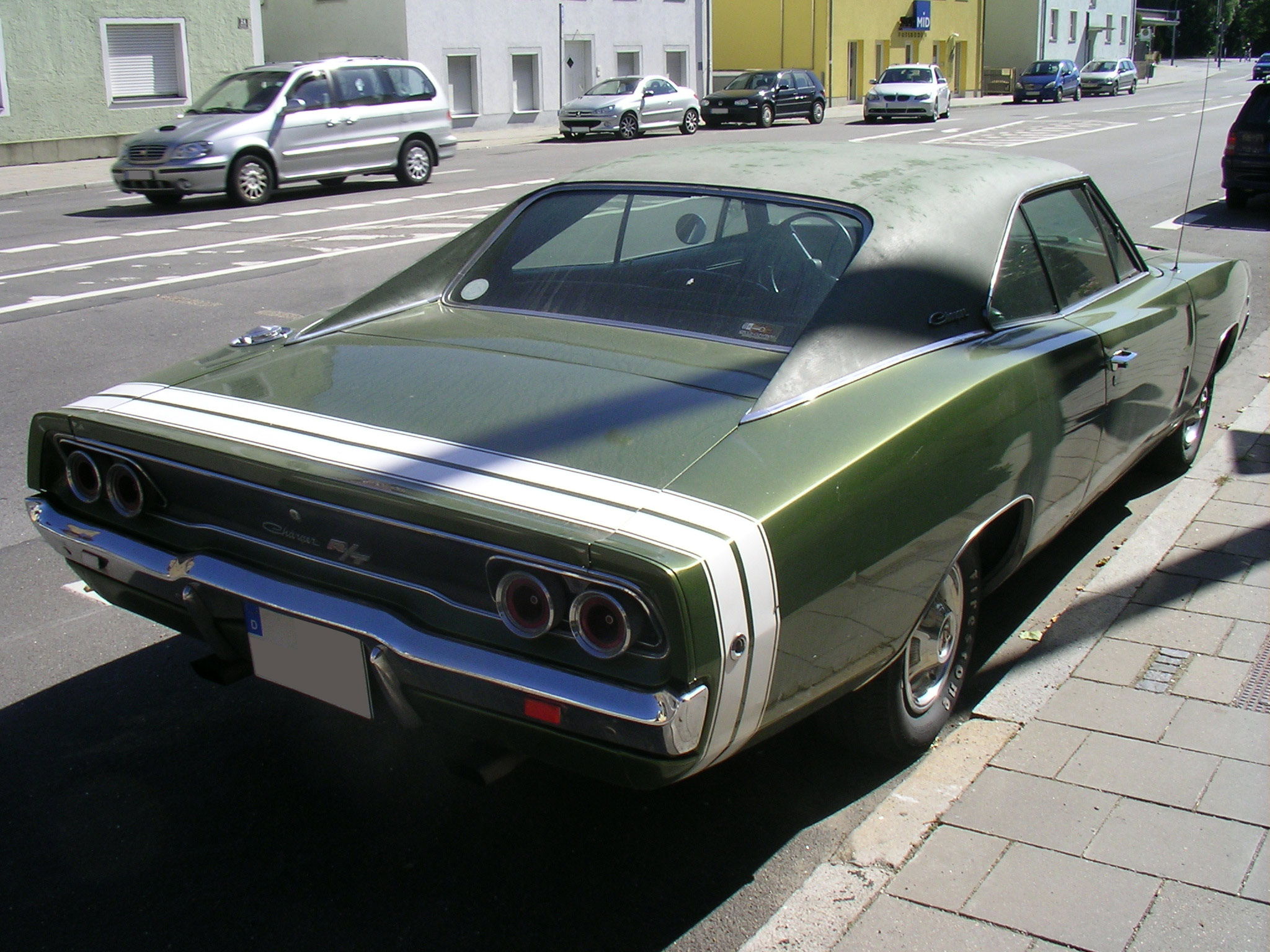

### سایر مدل‌ها
- دوج چارجر دایتونا
- دوج سوپر بی
- شلبی چارجر